# Pistolet typu „Walter P-38”
Pistolet typu „Walter P-38” – polski, krótkometrażowy dramat wojenny (nowela filmowa) z 1962 roku w reż. Edwarda Etlera. Jeden z pierwszych polskich filmów telewizyjnych. 

## Opis fabuły
Tytułowy pistolet Walter P-38 to broń odebrana niemieckiemu żołnierzowi przez bojówkę GL. Służy ona następnie do szkolenia gwardzistów w posługiwaniu się bronią oraz akcji bojowych, by w końcu stać się muzealnym eksponatem ze stosownym opisem. 

## Obsada aktorska
- Elżbieta Czyżewska – kelnerka
- Stanisław Młynarczyk – członek oddziału GL
- Jerzy Pichelski – dowódca oddziału GL
- Jan Kociniak – członek oddziału GL
- Adam Pawlikowski – gestapowiec
- Bohdan Łazuka – członek oddziału GL
- Witold Skaruch – dowódca sekcji GL
- Jerzy Zapiór – członek oddziału GL

i inni. 